# Hotel Alfa Radio Club
A 2004-ben alapított Hotel Alfa Radio Club (röviden H.A.R.C.) a 27 MHz, 11 méter hullámhosszon dolgozó, elsősorban magyar ajkú DXer rádiósokat gyűjtő csoport.
A H.A.R.C tagjai a szabadon használható, CB-rádiósok számára kijelölt frekvenciatartományban dolgoznak.
A klubtagok a rádióamatőr-szellemiségben, az éteretikát betartva rádióznak hazai és nemzetközi rádió forgalmazásban. Céljuk nagy távolságú, úgynevezett DX-összeköttetések létrehozása. A klub 2024-ben körülbelül 1500 tagot jegyez.
A tagságnak feltétele, hogy a jelentkező hívójelet regisztráljon és elfogadja a csoport szabályzatát. Mivel szabadon használható frekvenciasávot használnak, nincs szükség sem rádióamatőr vizsgát, sem másegyéb rádió-operátor vizsgát tenniük.

## Történet
A Hotel Alfa Radio Clubot (HARC) 2004. december 1-jén, a Magyar Rádiózás Napján alapította 109HA182 Silvius.
Már e dátum előtt is volt pár olyan hazai CBDX-er, aki a “hotel alfa” betűket választotta egyedi hívójelként, de a hívójelkiosztást senki nem koordinálta, a közösséget nem kapcsolta semmi össze. Az index.hu “Cb-rádió?” fórumában történt az alapítás, majd hamarosan létrejött a cbdx.ham.hu oldal, a Műegyetemi Rádióamatőr Klub szerverén, ahol emailben lehetett még szabad 109HA kezdetű hívójelet kérni a magyarországi 11 méteren DX-előknek. Hamarosan megérkeztek az erdélyi, felvidéki, vajdasági regisztrációk is, sőt Angliából, Németországból is többen jelezték, hogy csatlakoznának. Sok nem magyar identitású tagja is lett a Hotel Alfának az évek során, így joggal érdemelte ki az International DX club megjelölést, de alapvető célja a magyar ajkú rádiósok összefogása volt.

## Kezdetek
Már az első években nyilvánvalóvá tették, hogy a freebanden folytatott tevékenységük, sokkal közelebb áll a rádióamatőr gyakorlathoz, mint a CB-rádiós kultúrához. Folyamatos kapcsolatban voltak a tagok, vezetők rádióamatőr klubokkal, és különösen jó viszonyt ápoltak a már említett Műegyetemi Rádióklubbal és a Budapest Fővárosi Rádióamatőr Klubbal. A klub vezetése minden tagtól elvárta, hogy a rádióamatőröknél is elvárt etikus módon rádiózzanak, azaz ne trágárkodjanak, ne mérgezzék politikával a beszélgetős körök hangulatát, ne zavarják az aktivációk forgalmát, és tartsák tiszteletben a hívócsatornákat, ott ne létesítenek hosszabb összeköttetéseket.
A HARC vezetősége a komolyabb DX munkát folytató tagjait mindig is bátorította, hogy szerezzék meg a HAM licenszet, és a vizsgára való felkészítésben is segítették a tagok egymást. Teszik ezt annak ellenére is, hogy a levizsgázottaknak csak nagyon kis része marad aktív a 11 méteren, azaz a legaktívabb tagjait veszíti el folyamatosan a rádióklub.
2008-ig több sikeres, nagy létszámú találkozóra és játékos nemzeti versenyekre került sor. Volt egy olyan év, amikor az évkörnek megfelelő helyszínekre kellett kitelepülni: szüretkor hegyközségbe, nyáron strand mellé.
2008-ban a HARC új honlapot kapott és elkészült az első clustere, ami egy online logger is volt egyben. Ez lehetővé tette, hogy összetettebb bajnokságokat írjon ki a 11 méteres DX klub. A troposzférikus összeköttetéseket lokátor alapon díj kilométerekkel jutalmazó HARC OB HA mellett a HARC OB DX bajnokságban a nemzetközi, ionoszférikus QSO-k után kapnak pontot a tagok, és az adott évben elért DXCC-k számával megszorozva kapják a pontokat.

## A NAGY/P
2017-ben indult a HARC egyik legnépszerűbb, kifejezetten a kitelepüléseket favorizáló NAGY/P sorozata, amely az aktív rádiósok kedvence lett. Évente 10 szombat délutánon hódítják meg a hegyeket a kitelepülők, gyakran 30-40 állomást kiépítve, a cheaserek, azaz “fotel-alfások” legnagyobb örömére. Nem ritka, hogy ilyenkor egy-egy jó pozícióból rádiózó HARC-os aktivátor 100-nál is több hazai összeköttetést létesít a futam 4 órás időtartama alatt.

## Napjainkban
2020-ban egyik HARC-tag online androidos applikációval is gazdagította a közösséget, amelyet főleg az aktivációk bejelentésére, a HARC tagok QTH-inak térképes megjelenítésére, valamint terepi log bevitelre használ a közösség, természetesen a cluster forgalmát is lehet követni, de a maidenhead koordinátát is egyszerűen meg lehet adni a segítségével, sőt a tengerszint feletti magasságot is kijelzi.
2008-tól nem kötelező már az angol QSO ismerete, hanem 4 jegyű unitot kaphatnak azok, akik csak a hazai forgalmazásban szeretnének részt venni. Közülük egyre többen kezdenek bele a nemzetközi forgalmazásba is, sőt akadt olyan angolul nem igazán tudó, idős rádiós, aki több nemzetközi bajnokságot is nyert az egyszerű angol QSO megtanulásával, és persze kitartó DX munkájával.

## Rendezvények
A Hotel Alfa fontosnak tartja, hogy tagjai ne csak a frekvenciákon, de az életben is találkozhassanak. Rendszeresek a regionális és országos találkozók, melyek alkalmat nyújtanak a személyes kapcsolatok kialakítására, fejlesztésére, ápolására. Egy-egy találkozón bárki bemutathatja mobil és kitelepülő felszerelését, technikáját.

## Kapcsolat
Hotel Alfa operátorokkal bármikor lehet találkozni az éterben, de erre a legnagyobb esély az évente tíz alkalommal megtartott, a klubon belül népszerű NAGY/P játék ideje alatt van. A Hotel Alfa klubtagot onnan is fel lehet ismerni, hogy a szabályzatot helyesen betartva, a hazai, beszélgetős forgalmazásokban is hívójelet használ. Ezzel az operátorok egyrészt megtisztelik egymást, másrészt népszerűsítik is a  Hotel Alfa Radio Clubot.

## Hívófrekvenciák
Hotel Alfa hívó frekvenciái: (USB közép 38 és felső 38) 27.385 MHz USB és 27.835 MHz USB. Ezeken a frekvenciákon adják le rövid hívásukat és megjelölik a QSY frekvenciát, ahol majd a beszélgetést bonyolítják.

## Rádiós körök országszerte
- Balatoni kör - 27.365 MHz USB
- Mátra-Bükk  - 27.225 MHz USB
- Pécel - 27235 MHz USB
- Vác, Budapest - 27.295 MHz FM